# アンソニー・ベルトワーズ
アンソニー・ベルトワーズ（Anthony Beltoise、1971年7月21日 - ）は、フランスのレーシングドライバー。元グランプリモーターサイクルレーサーであり、 F1ドライバーのジャン＝ピエール・ベルトワーズは父。

## 経歴

### フォーミュラ
1993年にフランス・フォーミュラ・ルノー2.0でキャリアを開始し、10位で終了し、1994年には7位と成績を向上させた。 1995年と1996年にはフランスF3に出場し、1995年に11位、1996年にソエイル・アヤリに次ぐランキング2位を獲得した。 ベルトワーズは1997年に国際F3000に進出したが、ポイントを獲得することはできなかった。 

### フォーミュラ後
ベルトワーズはその後1998年のインターナショナルスポーツレーシングシリーズに出場し、シリーズ10位で終えた。 1999年から2002年にかけては、ルノー・スポールクリオトロフィーに出場し、4年間で4位、11位、3位、6位でシーズンを終えた。 ル・マン24時間レースにも2000年に初出場し、オレカのクライスラー・バイパーでGTSクラスで2位で完走を果たす。2004年以降は、ポルシェ・カレラカップに出場し、2005年、2006年、2008年にチャンピオンに輝いた。 2007年には、世界ツーリングカー選手権にスポット参戦した他、ヨーロピアン・ル・マン・シリーズに参戦を始めた。 

### ル・マン24時間レース
| 年     | チーム                     | コ・ドライバー                                  | 車両                         | クラス  | 周回 | 総合順位 | クラス順位 |
| ------ | -------------------------- | ----------------------------------------------- | ---------------------------- | ------- | ---- | -------- | ---------- |
| 2000年 | バイパー・チーム・オレカ   | デイビッド・ダナヒュー ニ・アモリム             | クライスラー・バイパー GTS-R | GTS     | 328  | 9位      | 2位        |
| 2001年 | SMG・コンピティション      | フィリップ・ガッシェ ジェローム・ポリカン       | クラージュ・C60-ジャッド     | LMP900  | 51   | DNF      | DNF        |
| 2011年 | ラグジュアリー・レーシング | フランソワ・ジャクボウスキー ピエール・ティリエ | フェラーリ・458イタリア GT2  | GTE Pro | 136  | DNF      | DNF        |